# Гаральд II (король Данії)
Гаральд II Свендсен (980-ті — 1018) — король Данії у 1014–1018 роках.

## Життєпис
Походив з династії Кнутлінгів. Син Свена I, короля Данії та Англії. Стосовно матері існують різні версії: за однією нею була Світослава П'яста (змінила ім'я на Сігрід), за іншою — Гунхільда Вендська.
Ймовірно брав участь у походах свого батька. У 1013 році його було призначено регентом Данії під час перебування Свена I в Англії. Після смерті останнього у 1014 році Гаральд разом зі своїм братом Канутом розділив батьківську спадщину: сам отримав Данію, а братові передав Англію.
Стосовно діяльності Гаральда II як данського володаря відомо замало. У 1018 році він раптово помер, не залишивши спадкоємців.